# ステファン・レコ
ステファン・"ブリッツ"・レコ（Stefan "Blitz" Leko、1974年6月3日 - ）は、ドイツの男性キックボクサー、元総合格闘家。クロアチア系ドイツ人。ボスニア・ヘルツェゴビナ社会主義共和国出身、現在はドイツ在住。
ブリッツ（ドイツ語で稲妻の意）の異名を持つ。ブリッツヘアという独特のヘアスタイルがトレードマーク。その端正な顔立ちから「欧州最強の伊達男」とも呼ばれる。

## 来歴

### K-1時代
1997年9月7日、K-1 GRAND PRIX '97 開幕戦のGP1回戦でアーネスト・ホーストにKO負け。
1998年9月27日、K-1 GRAND PRIX '98 開幕戦のGP1回戦でレイ・セフォーに判定負け。
1999年10月3日、K-1 GRAND PRIX '99 開幕戦のGP1回戦でサム・グレコに判定負け。
2000年10月9日、K-1 WORLD GP 2000 in FUKUOKAのGP予選トーナメント1回戦でアンドリュー・トムソンに右ローキックでKO勝ち。しかし右拳骨折のためマイク・ベルナルドとの準決勝を棄権した。
2000年12月10日、ジェロム・レ・バンナの欠場により、決勝トーナメントに急遽参戦。GP準々決勝でフランシスコ・フィリォと対戦し、判定負けを喫した。
2001年6月24日、K-1 SURVIVAL 2001 〜K-1 JAPAN GP 開幕戦〜のスーパーファイトでジェロム・レ・バンナと対戦。中盤までは互角の展開で進み、4Rにハイキックでダウンしたがすぐに立ち上がりバンナを攻め立て4・5Rは押し気味に試合を進めた。フラッシュダウンが響き判定負けとなったが、後半はレコが押していたため高い評価を得ることとなった。
2001年8月11日、K-1 WORLD GP 2001 in LAS VEGASのGP予選トーナメントにて、ジェフ・ルーファスを2RKO、セルゲイ・イバノビッチを2RKO、ピーター・アーツを3RKOと、3試合連続KO勝ちで優勝。特に決勝戦ではピーター・アーツから2度ダウンを奪い、最後は右ストレート一発でノックアウト勝ちを収めて優勝。K-1 WGP 2001のベスト8進出を決めると共にトップクラスであることを証明した。
2001年12月8日、K-1 WORLD GP 2001 FINALのGP準々決勝でアーネスト・ホーストと対戦。2Rにレコがローキックを打った際にホーストのパンチがヒットしたため、レコが後ろに倒れすぐ何事も無く立つも審判にダウンと判断される。試合は最後まで互角の展開となったが、ダウンのポイント差により判定負けを喫した。
2001年12月8日、K-1 WORLD GP 2001 FINALにて、負傷したアーネスト・ホーストの代わりにGP準決勝でマーク・ハントと対戦。1R早々にダウンを奪われると、2Rにも再度ダウンを奪われ、判定負けを喫した。
2002年8月17日、K-1 WORLD GP 2002 in LAS VEGASのスーパーファイトでレミー・ボンヤスキーと対戦し、ボンヤスキーを完封し判定勝利を収めた。
2002年10月5日、K-1 WORLD GP 2002 開幕戦のGP1回戦でアレクセイ・イグナショフと対戦。判定勝利を収めGP FINALへと進出した。
2002年12月7日、K-1 WORLD GP 2002 FINALのGP準々決勝でマーク・ハントと対戦。3Rにハントの左フックを受けてKOで敗れた。
2003年5月30日、K-1 WORLD GP 2003 in BASELにて、マイク・ベルナルドと対戦し、3R判定勝ち。
2003年10月11日、K-1 WORLD GP 2003 開幕戦のGP1回戦ではフランシスコ・フィリォに3R判定勝ち。
この結果、K-1 WORLD GP 2003の決勝大会では決勝トーナメント出場メンバーがレコが勝利した選手ばかりとなっており、調子も含めてファンやマスコミにK-1 WGP 2003の優勝候補最有力と言われることとなった。しかし、開幕戦でファイト契約の切れたレコは、K-1の主催者側（FEG）との契約が合意に至らず、決勝大会の出場メンバーから外れる事となった。K-1側は「（レコの欠場については）K-1側としては興行成立のため、毅然とした態度をとった」と声明を出したが、一方でミルコ・クロコップの公式サイトのNEWS欄では「レコがK-1GP決勝戦から外された後、K-1の主催者たちは彼に謝罪した」という文章が掲載されたりするなど、この件はK-1側と他の証言に食い違いが見られた。
2003年12月31日、INOKI BOM-BA-YE 2003に出場、村上和成とキックボクシングルールで対戦し、右ハイキックでレコの1RKO勝ちとなった。試合後会見でレコは、「（本来ならK-1 WORLD GP 2003 決勝大会に予定通り出場し、優勝して）K-1王者としてこの試合をするつもりだった。」と語った。
2003年のK-1 WGP 2003 決勝大会直前に起きたK-1を主催するFEGとの契約トラブルにより、K-1を離脱。

### PRIDE時代
2004年4月25日、総合格闘技デビュー戦となったPRIDE GRANDPRIX 2004 開幕戦のヘビー級グランプリ1回戦で小川直也と対戦。左フックを受けダウンし肩固めで一本負けを喫した。この試合は腰と背中を痛めたまま強行出場していたことがレコ本人の口から語られている。試合後には腰（ヘルニア）の手術を受けることとなった。
2004年12月31日、PRIDE 男祭り 2004で美濃輪育久と対戦し、開始27秒ヒールホールドで一本負け。
2005年2月20日、PRIDE.29でPRIDEミドル級（-93kg契約）で迎えた3戦目。中村和裕と対戦し、コーナーでパウンドの連打を受けるとガードを固めて動かなくなったためレフェリーストップがかかりTKO負け。総合格闘技0勝3敗となり、友人であるミルコ・クロコップにも「PRIDEでは生き残れないからK-1に戻った方がいい」と忠告を受けた。

### キックボクシング・K-1復帰
2005年5月14日、ハンガリーのブダペストで行われたWKNフリースタイル世界スーパーヘビー級王者決定戦でキックボクシング復帰。フローリアン・オグネイド（ドイツ）を3RTKOで下しスーパーヘビー級王者となった。
2005年6月12日、IT'S SHOWTIMEにおいてバダ・ハリと対戦し1RKO勝ち。試合前からバダ・ハリの執拗な暴言や挑発を受けた。試合では、バダ・ハリの荒い反則攻撃（投げや過剰なプッシング連発など）を何度も受けるが、バックスピンキックをレバーに突き刺しバダ・ハリを悶絶させ1RKO勝ちを飾った。勝利直後、バダ・ハリの挑発・反則攻撃への不満からか、倒れているバダ・ハリを一喝した。しかしそれをバダ・ハリはレコがツバを吐いたと勘違いして再び遺恨が生まれた。
2005年11月19日、K-1 WORLD GP 2005 IN TOKYO 決勝戦のリザーブファイトでK-1に復帰。6月に続き、バダ・ハリと再戦。2Rにバックスピンキックを顔面に受けてKO負け。試合後の会見でバダ・ハリは「前回のレコとの試合ではスピンキックを肝臓に受けて立てなくなったが、今回はそのお返しができたから凄く嬉しいよ。前回の試合で奴は俺をKOしたがその時、上からツバを吐きやがった。だが今回、俺はKOして倒れてるレコを気遣ったぞ。相手を思いやる気持ちは大事だからな。」と、自らの挑発・反則行為を気にすることなくレコを批判した。（※前回の試合の記述の通り、レコはツバを吐いていない。）レコは試合後、怪我をしていた膝の手術を受けた。
2006年4月29日、K-1 WORLD GP 2006 IN LAS VEGASで膝の手術からの復帰戦を行い、ルスラン・カラエフと対戦。序盤ダウンを奪われるが、後半は盛り返し、3R終了間際に得意の右ストレートをルスランに直撃させてダウンを奪い返した。ダメージのあるルスランを攻め立ててKO寸前まで追い詰めるが、勝利目前で試合終了のゴングが鳴りKO出来ず、僅差の判定負けを喫した。
2006年8月12日、K-1 WORLD GP 2006 IN LAS VEGAS IIで行われた世界最終予選に出場。1回戦ではスコット・ライティを左右のフックで3RKO。準決勝ではバックスピンキックでカーター・ウィリアムスを1RKO。決勝ではマイケル・マクドナルドを2RKOし、3試合すべてKO勝ちで世界最終予選優勝を果たし、開幕戦への出場を決めた。
2006年9月30日、K-1 WGP 2006 開幕戦のGP1回戦にてレイ・セフォーと対戦し、判定勝ち。
2006年12月2日、K-1 WGP 2006 決勝戦のGP準々決勝にてレミー・ボンヤスキーと対戦。1Rにレコのローキックがレミーの下腹部に入ってしまいレミーが悶絶。インターバル3分では回復できず、更に1分回復時間が与えられるが、回復状況が思わしくないため、次の試合を先に行い、その試合後にこの試合の続きが行われた。レコが警告を受け試合が再開。しかし、再びレコの放ったバックスピンキックがまたも偶然レミーの下腹部に当たってしまったため、レミーが再度倒れ込むというアクシデントが起こった。ここでレコにイエローカード（減点1）。試合再開後はダメージを負ったレミーを追い詰めて前に出たところにパンチを受けてダウンを奪われ判定負けを喫した。試合後、レミーは前述のダメージにより準決勝出場にドクターストップがかかり、代わりのレコも足を負傷しておりドクターストップがかかった。
2007年8月11日、K-1 WORLD GP 2007 IN LAS VEGASでマイティ・モーと対戦。モーに何もさせず完封し、判定勝ち。
2007年9月29日、K-1 WORLD GP 2007 IN SEOUL FINAL16のGP1回戦にてレミー・ボンヤスキーと3度目の対戦。1勝1敗で3戦目を迎える両者は、前年のGPでの金的攻撃による遺恨のためか白熱した試合展開となった。1R中盤にレミーのミドルキックがレコの下腹部に入り、レコは去年の報復行為と思ったのか苦笑い後に怒りをあらわにした。1R終盤はレコが何度もボディにストレートを打ち込んでペースを掴み始めたが、レミーの右飛び膝蹴でダウンを奪われた。レコは立ち上がり、ファイティングポーズを取ってレミーに向かっていくが、危険と判断したレフェリーが試合続行不可能と判断して両手を振って試合を止めてレコのTKO負けとなった。レコ自身は納得がいかず、レフェリーに何度も抗議したが聞き入れられなかった。
2008年8月9日、K-1 WORLD GP 2008 IN HAWAIIのリザーブファイトでジュニア・スアと対戦し、1RKO勝ち。
2008年12月20日、K-1 Fighting Network Prague 2008にてフレディ・ケマイヨと対戦し、延長1R判定負け。試合中に膝を痛めたため、試合後に再び膝の手術を行った。
2009年5月16日、IT'S SHOWTIMEでメルヴィン・マヌーフと対戦し、3Rまでマヌーフを完封して優勢に試合を進めていたが、3Rにレコがステップを踏んだ際に自ら足を痛めてしまいドクターストップ。不運なTKO負けとなった。試合後のドクターチェックでレコは膝を壊しており、改めて膝の手術を行うこととなった。
2009年10月17日、GLORY 11: A Decade of Fightsにて、膝の手術後の復帰戦を行うがアンダーソン・ブラドック・シルバに2RKO負け。
2010年9月12日、IT'S SHOWTIMEでヴォルカン・ダズガンと対戦し、判定勝利を収めた。
2010年10月16日、Ultimate GloryのKickboxing World Series1回戦でウェンデル・ロチェと対戦し、TKO負けを喫した。
2011年6月11日、引退を表明し、引退試合となるISKAフリースタイル世界スーパーヘビー級王座決定戦で盟友ジェロム・レ・バンナと対戦し、0-3の判定負け。しかし、数週間後に早くも引退を撤回して現役復帰。
2011年11月23日、RISE HEAVY WEIGHT TOURNAMENT 2011の一回戦に出場し、上原誠と対戦。判定負けを喫した。
2012年3月17日、WKA World Championshipsにて、マリンコ・ネイマレビッチと対戦。右フックで2RKO勝ちを収めた。

## ファイトスタイル
“ブリッツ”の異名通り、稲妻のごとく鋭い右ストレートが最大の武器。そのほかには、バックハンドブローやバックスピンキックなど回転系の技も得意としていた。
ヘビー級の格闘家としては比較的小柄であるが、K-1屈指のスピードを活かして相手との体格差を苦にすることなく、華麗なフットワークとテクニカルなファイトで活躍した。
欠点としてはあまり打たれ強くない点があり、途中まで試合を優位に進めていながらも不意に一発を貰ってしまいダウンやKO負けを喫することがあった。

## 戦績

### キックボクシング
| キックボクシング 戦績 | キックボクシング 戦績 | キックボクシング 戦績 | キックボクシング 戦績 | キックボクシング 戦績 | キックボクシング 戦績 | キックボクシング 戦績 |
| --------------------- | --------------------- | --------------------- | --------------------- | --------------------- | --------------------- | --------------------- |
| 108 試合              | (T)KO                 | 判定                  | その他                | 引き分け              | 無効試合              |                       |
| 69 勝                 | 38                    | 29                    | 0                     | 1                     | 1                     |                       |
| 37 敗                 | 18                    |                       |                       | 1                     | 1                     |                       |

| 勝敗 | 対戦相手                       | 試合結果                                  | 大会名                                                                              | 開催年月日     |
| ○    | マリンコ・ネイマレビッチ       | 2R KO（右フック）                         | WKA World Championships                                                             | 2012年3月17日  |
| ×    | 上原誠                         | 3R 判定0-3                                | RISE85 【RISE HEAVY WEIGHT TOURNAMENT 2011一回戦】                                  | 2011年11月23日 |
| ×    | エロール・ジマーマン           | 1R 0:58 KO                                | SuperKombat: Fight Club, semi Finals                                                | 2011年11月17日 |
| ○    | Tsotne Rogava                  | 3R+延長R終了 判定2-1                      | SuperKombat: Fight Club, Quarter Finals                                             | 2011年11月17日 |
| ×    | Sebastien van Thielen          | 3R+延長R終了 判定0-3                      | SuperKombat World Grand Prix III, Semi Finals                                       | 2011年10月1日  |
| ×    | カタリン・モロサヌ             | 3R終了 判定0-3                            | SuperKombat World Grand Prix II                                                     | 2011年7月16日  |
| ×    | ジェロム・レ・バンナ           | 5R終了 判定0-3                            | 8ème Nuit des Sports de Combat 【ISKAフリースタイル世界スーパーヘビー級王座決定戦】 | 2011年6月11日  |
| ×    | フレディック・シニストラ       | TKO                                       | La Nuit du Kick-Boxing 2010                                                         | 2010年11月27日 |
| ×    | ウェンデル・ロチェ             | 2R 1:44 TKO（棄権）                       | Ultimate Glory 2010-2011 First Round 【Kickboxing World Series 1回戦】              | 2010年10月16日 |
| ○    | ヴォルカン・ダズガン           | 3R終了 判定                               | It's Showtime 2010 Amsterdam II                                                     | 2010年9月12日  |
| ○    | ニコライ・ファリン             | 3R終了 判定                               | Cologne Fight Night 2010                                                            | 2010年5月1日   |
| ○    | Moussa Sissoko                 | 3R TKO                                    | Kickboxing Superstar XIX                                                            | 2010年3月20日  |
| ×    | カール・グリシンスキー         | 3R終了 判定                               | German King Cup                                                                     | 2009年11月15日 |
| ×    | アンダーソン"ブラドック"シルバ | 2R KO                                     | GLORY 11: A Decade of Fights                                                        | 2009年10月17日 |
| ○    | ミルネス・イマモビッチ         | 2R TKO                                    | Collizion Bosnia                                                                    | 2009年7月3日   |
| ×    | メルヴィン・マヌーフ           | 3R TKO（左足の自傷）                      | IT'S SHOWTIME                                                                       | 2009年5月16日  |
| ×    | ラウル・カティナス             | 1R KO（左フック）                         | K-1 Croatia                                                                         | 2009年3月21日  |
| ×    | フレディ・ケマイヨ             | 延長R終了 判定0-3                         | K-1 Fighting Network Prague 2008                                                    | 2008年12月20日 |
| ○    | ダニエル・ソルティシアク       | 3R終了 判定                               | K-1 WORLD GP 2008 IN RIGA                                                           | 2008年11月22日 |
| ○    | ロドニー・ファベイラス         | 3R終了 判定                               | The Battle of Arhnem                                                                | 2008年11月9日  |
| ○    | ジュニア・スア                 | 1R 2:36 KO（2ノックダウン：右膝蹴り）     | K-1 WORLD GP 2008 IN HAWAII 【GP予選トーナメント リザーブファイト】                 | 2008年8月9日   |
| ○    | マイケル・アンドレード         | 2R KO（パンチ連打）                       | Load Of Ring                                                                        | 2008年1月12日  |
| ×    | レミー・ボンヤスキー           | 1R 2:50 KO（右跳び膝蹴り）                | K-1 WORLD GP 2007 IN SEOUL FINAL16 【WORLD GP 1回戦】                               | 2007年9月29日  |
| ○    | マイティ・モー                 | 3R終了 判定3-0                            | K-1 WORLD GP 2007 IN LAS VEGAS                                                      | 2007年8月11日  |
| ○    | カタリン・モロサヌ             | 3R終了 判定3-0                            | K-1 Romania                                                                         | 2007年5月4日   |
| ×    | マゴメド・マゴメドフ           | 延長R終了 判定0-3                         | K-1 Croatia                                                                         | 2007年3月10日  |
| ×    | レミー・ボンヤスキー           | 3R終了 判定0-3                            | K-1 WORLD GP 2006 IN TOKYO 決勝戦 【WORLD GP 準々決勝】                             | 2006年12月2日  |
| ○    | レイ・セフォー                 | 3R+延長R終了 判定3-0                      | K-1 WORLD GP 2006 IN OSAKA 開幕戦 【WORLD GP 1回戦】                                | 2006年9月30日  |
| ○    | マイケル・マクドナルド         | 2R 2:28 TKO（戦意喪失）                   | K-1 WORLD GP 2006 IN LAS VEGAS II 【世界最終予選 決勝】                             | 2006年8月12日  |
| ○    | カーター・ウィリアムス         | 1R 2:40 KO（右後ろ回し蹴り）              | K-1 WORLD GP 2006 IN LAS VEGAS II 【世界最終予選 準決勝】                           | 2006年8月12日  |
| ○    | スコット・ライティ             | 3R 0:58 TKO（左右のフック連打）           | K-1 WORLD GP 2006 IN LAS VEGAS II 【世界最終予選 1回戦】                            | 2006年8月12日  |
| ×    | ルスラン・カラエフ             | 3R終了 判定0-3                            | K-1 WORLD GP 2006 IN LAS VEGAS                                                      | 2006年4月29日  |
| ×    | バダ・ハリ                     | 2R 1:30 KO（右後ろ回し蹴り）              | K-1 WORLD GP 2005 IN TOKYO 決勝戦 【リザーブファイト】                              | 2005年11月19日 |
| ○    | バダ・ハリ                     | 1R 1:44 KO（右後ろ回し蹴り）              | It's Showtime                                                                       | 2005年6月12日  |
| ○    | フローリアン・オグネイド       | 3R TKO                                    | WKN                                                                                 | 2005年5月14日  |
| ○    | 村上和成                       | 1R 1:08 KO（右ハイキック）                | INOKI BOM-BA-YE 2003 馬鹿になれ夢を持て                                             | 2003年12月31日 |
| ○    | フランシスコ・フィリォ         | 3R終了 判定3-0                            | K-1 WORLD GP 2003 開幕戦 ALL STARS 【WORLD GP 1回戦】                               | 2003年10月11日 |
| ○    | マイク・ベルナルド             | 5R終了 判定3-0                            | K-1 WORLD GP 2003 in BASEL 【スーパーファイト】                                     | 2003年5月30日  |
| ○    | グレート草津                   | 2R 2:44 KO（3ノックダウン：右フック）     | K-1 WORLD GP 2003 in LAS VEGAS                                                      | 2003年5月2日   |
| ○    | ピーター・アーツ               | 3R 1:44 TKO（ドクターストップ：右脛裂傷） | K-1 WORLD GP 2003 in SAITAMA                                                        | 2003年3月30日  |
| ×    | マーク・ハント                 | 3R 1:16 KO（左フック）                    | K-1 WORLD GP 2002 決勝戦 【WORLD GP 準々決勝】                                      | 2002年12月7日  |
| ○    | アレクセイ・イグナショフ       | 3R+延長R終了 判定3-0                      | K-1 WORLD GP 2002 開幕戦 【WORLD GP 1回戦】                                         | 2002年10月5日  |
| ○    | レミー・ボンヤスキー           | 5R終了 判定3-0                            | K-1 WORLD GP 2002 in LAS VEGAS                                                      | 2002年8月17日  |
| ×    | アーネスト・ホースト           | 1R 1:48 KO（左フック）                    | K-1 WORLD GP 2002 in PARIS                                                          | 2002年5月25日  |
| ×    | マーク・ハント                 | 3R終了 判定0-3                            | K-1 WORLD GP 2001 決勝戦 【WORLD GP 準決勝】                                        | 2001年12月8日  |
| ×    | アーネスト・ホースト           | 3R終了 判定0-3                            | K-1 WORLD GP 2001 決勝戦 【WORLD GP 準々決勝】                                      | 2001年12月8日  |
| ○    | ピーター・アーツ               | 3R 2:05 KO（右ストレート）                | K-1 WORLD GP 2001 in LAS VEGAS 【GP予選トーナメント 決勝】                          | 2001年8月11日  |
| ○    | セルゲイ・イバノビッチ         | 2R終了時 TKO（左足甲負傷）                | K-1 WORLD GP 2001 in LAS VEGAS 【GP予選トーナメント 準決勝】                        | 2001年8月11日  |
| ○    | ジェフ・ルーファス             | 2R 2:34 TKO（2ノックダウン：右アッパー）  | K-1 WORLD GP 2001 in LAS VEGAS 【GP予選トーナメント 1回戦】                         | 2001年8月11日  |
| ×    | ジェロム・レ・バンナ           | 5R終了 判定0-3                            | K-1 SURVIVAL 2001 〜K-1 JAPAN GP 開幕戦〜 【スーパーファイト】                      | 2001年6月24日  |
| －   | マーク・デ・ウィット           | ノーコンテスト（マーク脛負傷）            | K-1 WORLD GP 2001 世界地区予選 ドイツ大会 【スーパーファイト】                      | 2001年5月20日  |
| ×    | ユルゲン・クルト               | 2R 2:19 KO（3ノックダウン：右フック）     | K-1 GLADIATORS 2001 〜新世紀 一撃伝説の幕開け〜                                     | 2001年3月17日  |
| ○    | アレクセイ・イグナショフ       | 5R 反則                                   | K-1 WORLD GP 2001 世界地区予選 オランダ大会 【スーパーファイト】                    | 2001年2月4日   |
| ×    | フランシスコ・フィリォ         | 3R+再延長R終了 判定0-3                    | K-1 WORLD GP 2000 決勝戦 【WORLD GP 準々決勝】                                      | 2000年12月10日 |
| ○    | アンドリュー・トムソン         | 2R 1:50 KO（右ローキック）                | K-1 WORLD GP 2000 in FUKUOKA 【GP予選トーナメント 1回戦】                           | 2000年10月9日  |
| ○    | リッキー・ニッケルソン         | 判定3-0                                   | K-1 FIGHT NIGHT 2000                                                                | 2000年6月3日   |
| ○    | ジャビット・バイラミ           | 3R終了 判定2-0                            | K-1 THE MILLENNIUM                                                                  | 2000年4月23日  |
| ○    | ハリー・ホーフト               | 1R 2:37 KO（右後ろ回し蹴り）              | K-1 GRAND PRIX '99 決勝戦 【スーパーファイト】                                      | 1999年12月5日  |
| ×    | サム・グレコ                   | 3R 2:35 負傷判定0-2                       | K-1 GRAND PRIX '99 開幕戦 【GRAND PRIX 1回戦】                                      | 1999年10月3日  |
| ○    | サミール・ベナゾーズ           | 1R 2:45 KO（右ローキック）                | K-1 DREAM '99 〜グランプリへの道〜 【GP予選トーナメント 決勝】                      | 1999年7月18日  |
| ○    | シリル・アビディ               | 3R終了 判定3-0                            | K-1 DREAM '99 〜グランプリへの道〜 【GP予選トーナメント 準決勝】                    | 1999年7月18日  |
| ○    | フィリップ・ゴミス             | 1R 2:56 KO（右ストレート）                | K-1 DREAM '99 〜グランプリへの道〜 【GP予選トーナメント 1回戦】                     | 1999年7月18日  |
| ×    | アンディ・フグ                 | 5R終了 判定0-3                            | K-1 FIGHT NIGHT '99 【WKA世界ムエタイスーパーヘビー級タイトルマッチ】               | 1999年6月5日   |
| ×    | レイ・セフォー                 | 5R終了 判定0-3                            | K-1 GRAND PRIX '98 開幕戦 【GRAND PRIX 1回戦】                                      | 1998年9月27日  |
| ○    | ニコラス・ペタス               | 2R 1:09 TKO（右ストレート）               | K-1 DREAM '98                                                                       | 1998年7月18日  |
| ○    | ロブ・ファン・エスドンク       | 3R 1:57 KO（右フック）                    | K-1 FIGHT NIGHT '98 【ヨーロピアン GP予選トーナメント 決勝】                        | 1998年6月6日   |
| ○    | レイ・ホフマン                 | 2R 2:07 KO（右フック）                    | K-1 FIGHT NIGHT '98 【ヨーロピアン GP予選トーナメント 準決勝】                      | 1998年6月6日   |
| ○    | ピーター・マエストロビッチ     | 3R+延長R終了 判定                         | K-1 FIGHT NIGHT '98 【ヨーロピアン GP予選トーナメント 1回戦】                       | 1998年6月6日   |
| ×    | アーネスト・ホースト           | 2R 0:34 KO（右ストレート）                | K-1 GRAND PRIX '97 開幕戦 【GRAND PRIX 1回戦】                                      | 1997年9月7日   |
| ○    | サダウ・ゲッソンリット         | 3R終了 判定3-0                            | K-1 BRAVES '97                                                                      | 1997年4月29日  |
| ×    | ヤン・ロムルダー               | 5R終了 判定0-3                            | Thai/Kickboxing Nijmegen                                                            | 1999年3月16日  |

### 総合格闘技
| 総合格闘技 戦績 | 総合格闘技 戦績 | 総合格闘技 戦績 | 総合格闘技 戦績 | 総合格闘技 戦績 | 総合格闘技 戦績 | 総合格闘技 戦績 |
| --------------- | --------------- | --------------- | --------------- | --------------- | --------------- | --------------- |
| 3 試合          | (T)KO           | 一本            | 判定            | その他          | 引き分け        | 無効試合        |
| 0 勝            | 0               | 0               | 0               | 0               | 0               | 0               |
| 3 敗            | 1               | 2               | 0               | 0               | 0               | 0               |

| 勝敗 | 対戦相手   | 試合結果                | 大会名                                                   | 開催年月日     |
| ×    | 中村和裕   | 1R 0:55 TKO（パウンド） | PRIDE.29 SURVIVAL                                        | 2005年2月20日  |
| ×    | 美濃輪育久 | 1R 0:27 ヒールホールド  | PRIDE 男祭り 2004 -SADAME-                               | 2004年12月31日 |
| ×    | 小川直也   | 1R 1:34 肩固め          | PRIDE GRANDPRIX 2004 開幕戦 【ヘビー級グランプリ 1回戦】 | 2004年4月25日  |

## 獲得タイトル
- IKBFフルコンタクト世界王座
- IKBFキックボクシング世界王座
- ISKAムエタイ世界ヘビー級王座
- WMTA世界王座
- WKNフリースタイル世界スーパーヘビー級王座
- K-1 ヨーロッパグランプリ 優勝
- K-1 DREAM '99 優勝
- K-1 WORLD GP 2001 in LAS VEGAS 優勝
- K-1 WORLD GP 2006 in LAS VEGAS II 世界最終予選 優勝
- WKAキックボクシング世界スーパーヘビー級王座